# Twickenham Stoop
Twickenham Stoop é um estádio localizado em Londres, Inglaterra, Reino Unido, possui capacidade total para 14.800 pessoas, é a casa do time de rugby Harlequin Football Club. O estádio foi inaugurado em 1963 e fica ao lado do seu irmão maior, o Twickenham Stadium.